# Coloradská státní univerzita

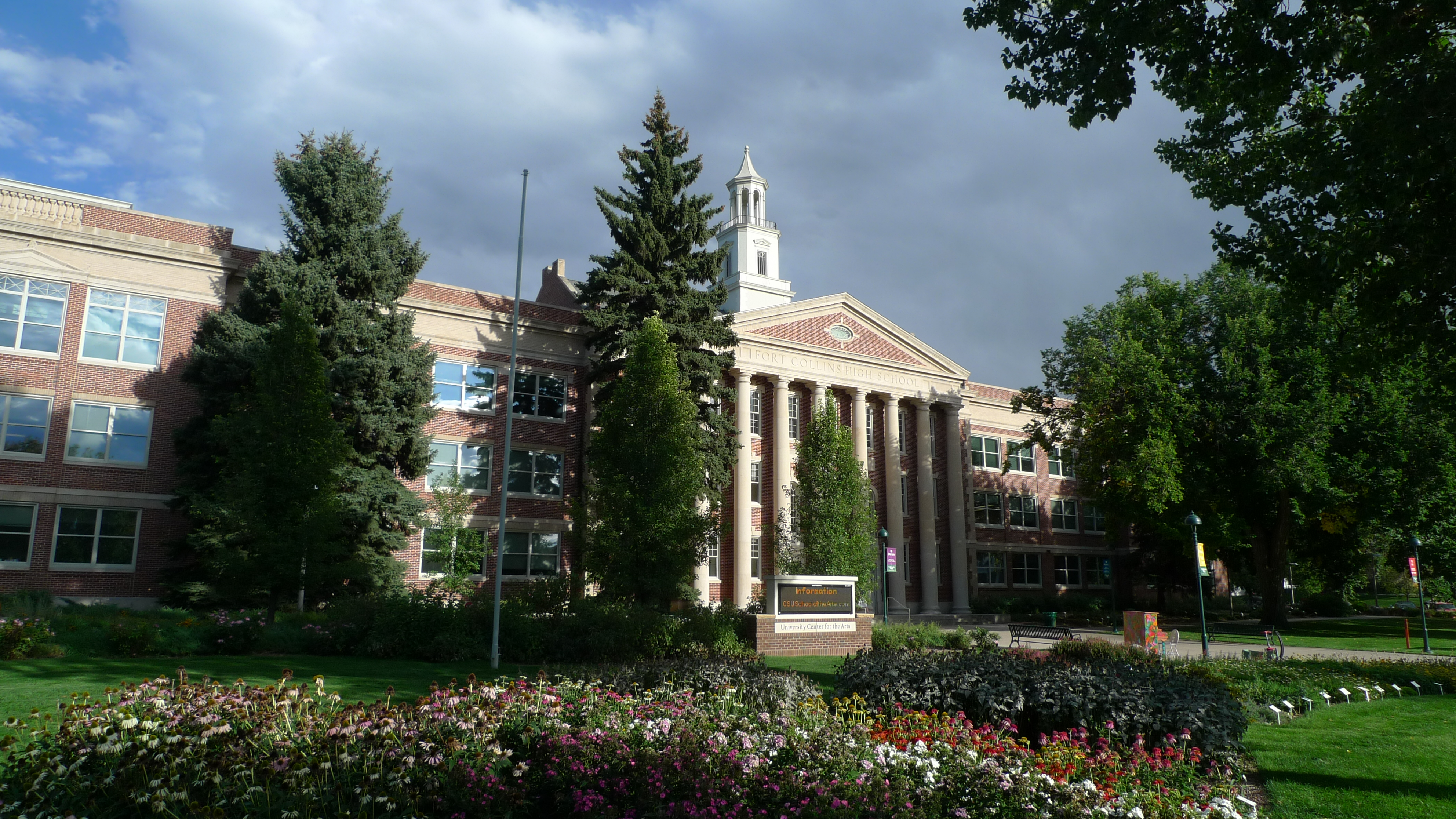
Historická budova Fort Collins High School, nyní University Center for the Arts

Coloradská státní univerzita (anglicky Colorado State University, zkratka CSU) je veřejná vysoká škola, její kampus se nachází v městě Fort Collins v americkém státě Colorado. Na univerzitě je zapsáno okolo 25 000 studentů.

## Historie
Univerzita v průběhu své existence několikrát změnila svůj název:
- 1879 – Agricultural College of Colorado
- 1935 – Colorado College of Agricultural and Mechanic Arts
- 1944 – Colorado Agricultural and Mechanical College (Colorado A&M)
- 1957 – Colorado State University

## Sport
Škola je celostátně známá hlavně díky svým sportovním týmům, které nesou název Colorado State Rams.

## Významní absolventi
- Benny Begin – izraelský politik a geolog
- James van Hoften – americký astronaut